# Пісня, що наводить жах
«Пісня, що наводить жах» — радянський художній фільм 1989 року режисера Яніса Стрейча, за автобіографічним сценарієм Інгріди Соколової.

## Сюжет
Місце дії — тиловий військовий госпіталь, де проходять курс лікування жінки, які стали інвалідами. Війна залишила в їх житті страшний слід: Емма, що горіла в літаку, — збожеволіла; ампутована нога у Галини; зовсім юна Альона, що в результаті контузії втратила пам'ять і викинулася з вікна… І тільки Інга вірить в майбутнє. Після Перемоги за нею приїжджає чоловік, що відвіз її додому.

## У ролях
- Ілона Озола — Інга
- Візма Квепа — Ліда
- Катерина Васильєва — Галина
- Тетяна Черковська — Альона
- Марина Калмикова — Елла
- Валентина Теличкіна — Зіна
- Ілга Вітола — Сіма
- Ольга Шепицька — Таня
- Марія Виноградова — санітарка
- Велга Віліпа — епізод
- Ромуалдс Анцанс — епізод
- Світлана Немировська — епізод
- Павло Первушин — епізод

## Знімальна група
- Режисер — Яніс Стрейч
- Сценарист — Інгріда Соколова
- Оператор — Мікс Звірбуліс
- Композитор — Мартіньш Браунс, Ігор Яковлєв
- Художники — Дайліс Рожлапа, Роланда Валескалне